# Джейкобс, Дэниел (боксёр)
Дэ́ниел Дже́йкобс (англ. Daniel Jacobs; род. 3 февраля 1987, Нью-Йорк, США) — американский боксёр-профессионал, выступающий в средней и во второй средней весовых категориях. Чемпион США (2006) в среднем весе в любителях. Среди профессионалов регулярный чемпион мира по версии WBA (2015—2017), чемпион мира по версии IBF (2018—2019), чемпион Северной Америки по версии NABF (2010) в среднем весе.
Проспект года по версии ESPN, Sports Illustrated (2009). Обладатель награды «Возвращение года» по версии журнала The Ring (2012).

## Биография
Джейкобс родился и вырос в Бруклине — районе Нью-Йорка. Дэниела воспитала мать — Иветт, бабушка — Корделия и его тёти. Джейкобс окончил школу Эразма.

## Любительская карьера
Джейкобс одержал 137 победы и проиграл 7 раз на любительском ринге. В 2003 году Джейкобс выиграл Олимпийские Игры среди юниоров. В 2004 стал чемпионом США по любительском боксу в категории «До 19 лет». В 2005 выиграл «Золотые перчатки» США. Чемпионом США по любительскому боксу в среднем весе 2006 года. За свою любительскую карьеру Джейкобс четыре раза становился победителем турнира «Золотые Перчатки» Нью-Йорка.

## Профессиональная карьера
Дебют Джейкобса в профессиональном боксе состоялся в андеркарте боя Флойда Мэйуэзера против Рикки Хаттона, который прошёл 8 декабря 2007 года в отеле-казино Эм-Джи-Эм Гранд. Дэниел победил мексиканского боксёра Хосе Хесуса Уртадо, через 29 секунд после начала боя судья остановил поединок.
В следующем поединке Джейкобс нокаутировал Эктора Лопеса в 1-м раунде.
16 февраля 2008 года Джейкобс боксировал с Александром Волковым, бой закончился досрочной победой Дэниела во втором раунде.
Джейкобс выиграл шесть своих следующих боёв, прежде чем выйти на поединок против Эммануеля Гонсалеса, который состоялся 27 сентября 2008 года. Во 2-м раунде Дэниел отправил Гонсалеса в нокдаун, после точной комбинации из трёх ударов. В 6-м раунде Гонсалес вновь побывал на настиле ринга, но смог восстановиться и продолжить бой. Таким образом Джейкобсу впервые в своей карьере пришлось драться всё отведённое на бой время. Поединок закончился победой Дэниела единогласным решением судей.

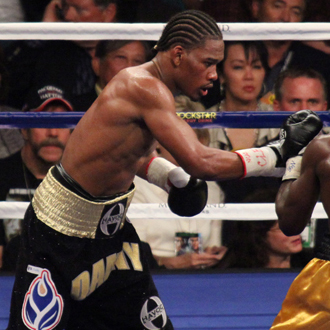
Джейкобс в 2009 году

27 апреля 2009 года Джейкобс согласился заменить Джеймса Киркленда, которого приговорили к двум года тюрьмы, в бою против Майка Уолкера . 2 мая 2009 года Джейкобс победил единогласным решением судей.

#### Бой с Ише Смитом
22 августа 2009 года Дэниел победил Ише Смита и стал чемпионом по версии WBO NABO.

#### Бой с Хуаном Асторгу
спустя 7 месяцев Джейкобс победил Хуана Асторгу и добавил титул чемпиона по версии NABF в список своих трофеев.

#### Чемпионский бой с Дмитрием Пирогом
31 июля 2010 года состоялся бой Джейкобса против русского боксёра Дмитрия Пирога за вакантный титул чемпиона мира по версии WBO. Джейкобс считался фаворитом поединка среди букмекеров, оба боксёра не знали поражений перед этим боем. В начале 2-го раунда Пирог потряс своего оппонента, Джейкобс присел у канатов, но в последний момент смог избежать нокдауна. В 5-м раунде россиянин нокаутировал Дэниела Джейкобса. По оценкам независимого судьи бой был равным, Дмитрий Пирог победил во втором и четвёртом раунде, тогда как Джейкобсу отдали преимущество в первом и третьем. Однако на официальных записях всех трёх судей в первые 4 раунда единогласно вёл Джейкобс. Дмитрию Пирогу отдали предпочтение только во втором раунде.
После тяжёлого поражения от Пирога, Джейкобс провёл два поединка против Джесси Орты и Роберта Кливера, оба боя закончились досрочной победой Дэниела.

### Рак
Неожиданно один из самых перспективных американских боксёров пропал из поля зрения любителей бокса. В конце 2011 года газета «New York Daily News» опубликовала материал, в котором рассказывалось, что в мае этого года Джейкобсу был поставлен диагноз — рак. Дэниел боролся с тяжёлой болезнью на протяжении 7 месяцев и победил её. Доктора советовали ему закончить свою карьеру, но в декабре 2011 года Джейкобс вновь приступил к тренировкам.

Это был шок. Я многое повидал, и мало что могло меня удивить. Но это было неожиданно. Это просто ударило по мне — как? Что? У меня рак? У меня?
Оригинальный текст (англ.)It was a shocker. I’ve seen a lot in my life and nothing really shocked me, just being where I’m from. But this was unexpected. It just hit me, like, I have cancer? Me?
— Дэниел Джейкобс

### Возвращение

#### Бой с Серхио Мора 1
Первый поединок с Серхио Мора, который состоялся 1 августа 2015 года в Нью-Йорке на арене Barclays Center, выдался очень зрелищным, но скоротечным. В первом раунде оба боксёра побывали в нокдаунах, во втором Джейкобс нокаутировал Мору.
«Дэниэл Джейкобс — это самый мощный панчер, с которым мне приходилось быть в ринге. У этого парня есть сила. Если он треснет Головкина, то мы посмотрим, как Головкин себя поведёт после того, как пошатнётся. Джейкобс сделает ему больно. В этом бою всё решит то, кто лучше выдержит удар другого. Они оба бьют сильно, но возможно, Джейкобс бьёт даже немного сильнее Головкина», — сказал Мора в одном из интервью.

#### Бой с Питером Куиллином

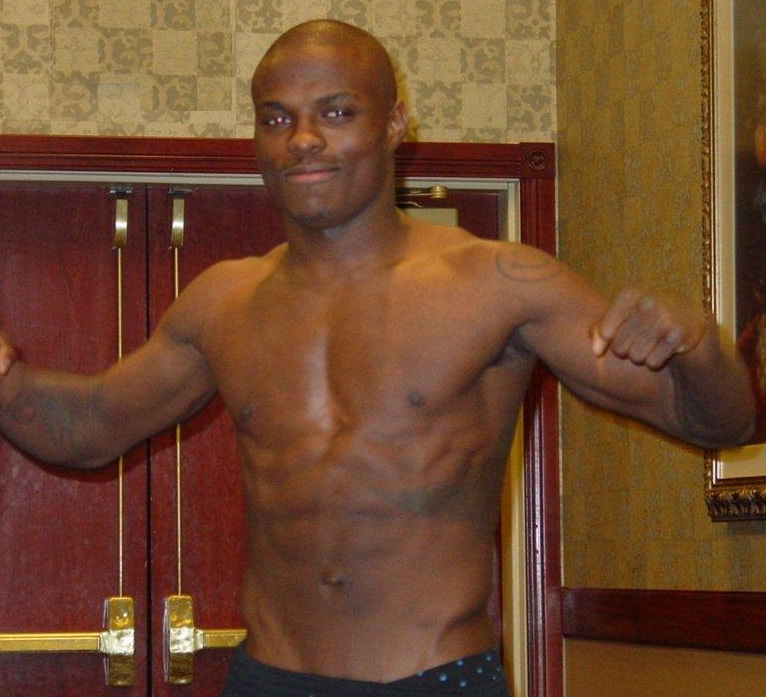
Питер Куиллин

Чемпион мира в среднем весе по версии WBA (Regular) 28-летний американец Дэниэл Джейкобс (31-1, 28 КО) защищал свой титул в бою против одного из сильнейших средневесов, не знающего поражения экс-чемпиона Питера Куиллина (32-0-1, 23 КО).
Их поединок состоялся в Нью-Йоркском Бруклине (США) и завершился уже в первом раунде. Джейкобс потряс соперника одним из первых же ударов и сразу же бросился на добивание. После очередного пропущенного удара ноги понесли Куиллина «в пляс» и рефери принял решение остановить поединок, который продлился всего минуту и 25 секунд.
Для Куиллина это поражение стало первым в карьере и первым досрочным.

#### Бой с Серхио Мора 2
Реванш с Морой состоялся 9 сентября в американском Рединге на Santander Arena.
29-летний американец Дэниэл Джейкобс снял все вопросы, победив техническим нокаутом в 7 раунде экс-чемпиона мира в первом среднем весе 35-летнего американца Серхио Мору. Мора пять раз по ходу боя был в нокдауне — в 4, 5 раундах и трижды в 7 раунде. После третьего падения в 7 раунде бой был остановлен.

#### Объединительный бой с Геннадием Головкиным

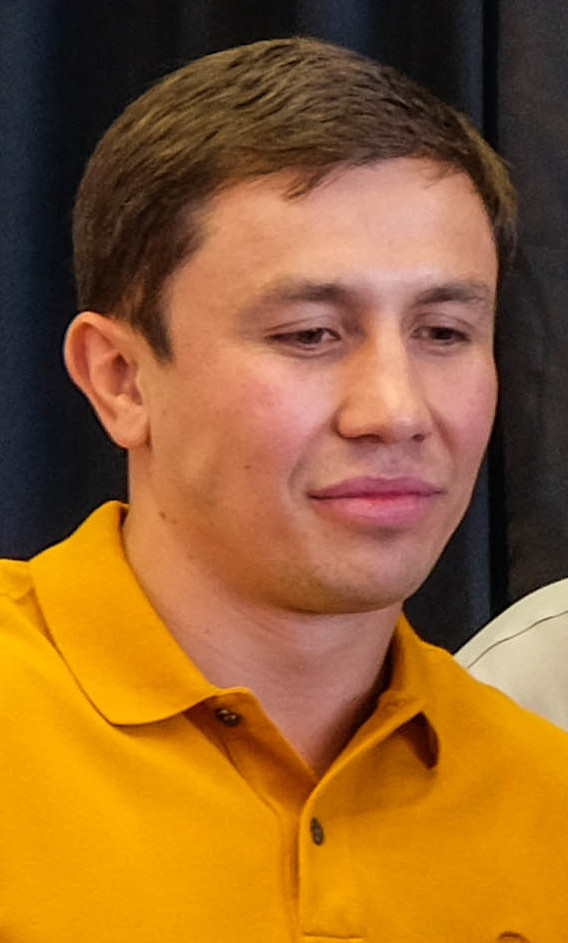
Геннадий Головкин

Представители чемпиона мира по версии WBC, IBO, WBA, IBF (до 72,6 килограмма) Геннадия Головкина (36-0, 33 КО) достигли соглашения по поводу поединка с обладателем титула чемпиона мира по версии WBA «Regular» Дэниэлом Джейкобсом (32-1, 29 КО) из США. Джейкобс не явился на взвешивание, поэтому в случае победы не претендовал на титул, — спортивный обозреватель Макс Келлерман прокомментировал это так: «В конце концов никто не вспомнит, кто выиграл титул, все будут помнить кто выиграл бой». Как отметил Рой Джонс-младший, в тренерском штабе Джейкобса решили предельно подготовиться, поэтому на бой Джейкобс вышел с весом около 180 фунтов (81 кг), то есть фактически Головкину противостоял полутяжеловес.
Бой прошёл 18 марта 2017 года в Madison Square Garden, в Нью-Йорке, показан в сети платных трансляций (pay-per-view) телеканала HBO.
Бой закончился поражением Джейкобса единогласным решением судей. Джейкобс побывал в нокдауне в 4 раунде после двойного удара Головкина правой. Однако Дэниэл смог восстановиться и активно провести оставшиеся раунды. Джейкобс не согласился судейским решением, заявив, что считает себя победителем с преимуществом в 2 очка, и добивается реванша.

#### Бой с Луисом Ариасом
11 ноября 2017 года встретился с непобеждённым американцем кубинского происхождения Луисом Ариасом. Джейкобс считался фаворитом схватки, и оправдал данные прогнозы, сохраняя преимущество на протяжении всего поединка. Он больше атаковал, при этом его атаки были опаснее и точнее атак соперника. Ариас же много клинчевал, по большей части избегая поединка с фаворитом и проводя единичные атаки. Недовольный постоянными клинчами Джейкобс несколько раз жаловался рефери на подобное поведение Ариаса, но тот не стал применять каких-либо санкций. В конце 11-го раунда после атаки Джейкобса Ариас коснулся перчаткой настила, и ему был отсчитан нокдаун. В итоге он прошёл всю дистанцию и бой завершился уверенной победой Джейкобса по очкам со счётом 120—107, 119—108, 118—109.

## Статистика профессиональных боёв
В таблице перечислены результаты всех поединков боксёров.
В каждой строке указан результат поединка. Дополнительно номер поединка обозначен цветом, который обозначает итог поединка. Расшифровка обозначений и цветов представлена в нижеследующей таблице.
| Пример | Расшифровка                     |
| ------ | ------------------------------- |
|        | Победа                          |
|        | Ничья                           |
|        | Поражение                       |
|        | Планируемый поединок            |
|        | Поединок признан несостоявшимся |
| КО     | Нокаут                          |
| ТКО    | Технический нокаут              |
| PTS    | Решение судей (по очкам)        |
| UD     | Единогласное решение судей      |
| MD     | Решение большинства судей       |
| SD     | Раздельное решение судей        |
| RTD    | Отказ от продолжения боя        |
| DQ     | Дисквалификация                 |
| NC     | Поединок признан несостоявшимся |

| 40 поединков, 37 побед (30 нокаутом), 3 поражения. | 40 поединков, 37 побед (30 нокаутом), 3 поражения. | 40 поединков, 37 побед (30 нокаутом), 3 поражения. | 40 поединков, 37 побед (30 нокаутом), 3 поражения. | 40 поединков, 37 побед (30 нокаутом), 3 поражения.        | 40 поединков, 37 побед (30 нокаутом), 3 поражения. | 40 поединков, 37 побед (30 нокаутом), 3 поражения. | 40 поединков, 37 побед (30 нокаутом), 3 поражения. |
| Бой                                                | Рекорд                                             | Дата                                               | Соперник                                           | Место боя                                                 | Результат                                          | Комментарии |                                                    |
| -------------------------------------------------- | -------------------------------------------------- | -------------------------------------------------- | -------------------------------------------------- | --------------------------------------------------------- | -------------------------------------------------- | --- | -------------------------------------------------- |
| 40                                                 | 37-3                                               | 27 ноября 2020                                     | Габриэль Росадо (25-12-1)                          | Seminole Hard Rock Hotel & Casino, Холливуд, Флорида, США | SD 12                                              | Счёт судей: 115-113, 113-115, 115-113. |                                                    |
| 39                                                 | 36-3                                               | 20 декабря 2019                                    | Хулио Сезар Чавес-младший (51-3-1)                 | Токинг Стик Ризот-арена, Финикс, Аризона, США             | RTD 5 (12), 3:00                                   | Бой во 2-м среднем весе. |                                                    |
| 38                                                 | 35-3                                               | 4 мая 2019                                         | Сауль Альварес (51-1-2)                            | T-Mobile Arena, Лас-Вегас, Невада, США                    | UD 12                                              | Объединительный бой за титул чемпиона по версиям WBA (super) (1-я защита Альвареса), WBC (1-я защита Альвареса) и IBF (1-я защита Джейкобса) в среднем весе. Счёт судей: 113-115, 112-116, 113-115. |                                                    |
| 37                                                 | 35-2                                               | 27 октября 2018                                    | Сергей Деревянченко (12-0)                         | Мэдисон Сквер Гарден, Нью-Йорк, США                       | SD 12                                              | Счёт судей: 113-114, 115-112, 115-112. Завоевал вакантный титул чемпиона мира по версии IBF в среднем весе. Деревянченко в нокдауне в 1-м раунде.                                                   |                                                    |
| 36                                                 | 34-2                                               | 28 апреля 2018                                     | Мацей Сулецкий (26-0)                              | Барклайс-центр, Нью-Йорк, США                             | UD 12                                              | Элиминатор WBA в среднем весе. Сулецкий в нокдауне в 12-м раунде. Счёт судей: 116-111, 117-110, 115-112.                                                                                            |                                                    |
| 35                                                 | 33-2                                               | 11 ноября 2017                                     | Луис Ариас (18-0)                                  | Нассау Колизеум, Юниондейл, Нью-Йорк, США                 | UD 12                                              | Счёт судей: 118-109, 120-107, 119-108. Ариас в нокдауне в 11-м раунде. |                                                    |
| 34                                                 | 32-2                                               | 18 марта 2017                                      | Геннадий Головкин (36-0)                           | Мэдисон Сквер Гарден, Нью-Йорк, США                       | UD 12                                              | Бой за титул чемпиона мира по версиям WBA (17-я защита Головкина), WBC (2-я защита Головкина), IBF (3-я защита Головкина), IBO (15-я защита Головкина). Счёт судей: 113-114, 112-115, 112-115.      |                                                    |
| 33                                                 | 32-1                                               | 9 сентября 2016                                    | Серхио Мора (28-4-2)                               | Santander Arena, Рединг, Пенсильвания США                 | TKO 7 (12), 2:08                                   | Защита титула чемпиона мира по версии WBA в среднем весе (4-я защита Джейкобса). |                                                    |
| 32                                                 | 31-1                                               | 5 декабря 2015                                     | Питер Куиллин (32-0-1)                             | Barclays Center, Нью-Йорк, США                            | TKO 1 (12), 1:25                                   | Защитил титул чемпиона мира по версии WBA в среднем весе (3-я защита Джейкобса). |                                                    |
| 31                                                 | 30-1                                               | 1 августа 2015                                     | Серхио Мора (28-3-2)                               | Barclays Center, Нью-Йорк, США                            | TKO 2 (12), 2:55                                   | Защитил титул чемпиона мира по версии WBA в среднем весе (2-я защита Джейкобса). |                                                    |
| 30                                                 | 29-1                                               | 24 апреля 2015                                     | Калеб Труакс (25-1-2)                              | UIC Pavilion, Чикаго, США                                 | TKO 12 (12), 2:12                                  | Защитил титул чемпиона мира по версии WBA в среднем весе (1-я защита Джейкобса). |                                                    |
| 29                                                 | 28-1                                               | 9 августа 2014                                     | Джаррод Флетчер (18-1)                             | Barclays Center, Нью-Йорк, США                            | TKO 5 (12), 2:58                                   | Завоевал вакантный титул чемпиона мира по версии WBA в среднем весе. |                                                    |
| 28                                                 | 27-1                                               | 15 марта 2014                                      | Милтон Нуньес (26-9-1)                             | Coliseo Ruben Rodriguez, Баямон, Пуэрто-Рико              | TKO 1 (10), 2:25                                   | |                                                    |
| 27                                                 | 26-1                                               | 19 августа 2013                                    | Джованни Лоренцо (32-5)                            | Best Buy Theater, Нью-Йорк, США                           | TKO 3 (10), 2:05                                   | Завоевал вакантный титул чемпиона по версии WBC Continental Americas в среднем весе. |                                                    |
| 26                                                 | 25-1                                               | 27 апреля 2013                                     | Кинан Коллинс (15-7-3)                             | Barclays Center, Нью-Йорк, США                            | TKO 4 (8), 2:06                                    | |                                                    |
| 25                                                 | 24-1                                               | 1 декабря 2012                                     | Крис Фицпатрик (15-2)                              | Мэдисон-сквер-гарден, Нью-Йорк, США                       | RTD 5 (8), 3:00                                    | |                                                    |
| 24                                                 | 23-1                                               | 20 октября 2012                                    | Джош Лютеран (13-1)                                | Barclays Center, Нью-Йорк, США                            | KO 1 (8), 1:13                                     | |                                                    |
| 23                                                 | 22-1                                               | 5 марта 2011                                       | Роберт Клийвер (11-12-2)                           | Хонда Центр, Анахайм, США                                 | KO 1 (10), 1:44                                    | |                                                    |
| 22                                                 | 21-1                                               | 18 декабря 2010                                    | Джесси Орта (7-13-2)                               | Пепси Колизей, Квебек, Канада                             | ТKO 5 (8), 3:00                                    | |                                                    |
| 21                                                 | 20-1                                               | 31 июля 2010                                       | Дмитрий Пирог (16-0)                               | Мандалай Бэй, Лас-Вегас, США                              | ТKO 5 (12), 0:57                                   | Бой за вакантный титул чемпиона мира по версии WBO в среднем весе. |                                                    |
| 20                                                 | 20-0                                               | 15 мая 2010                                        | Хуан Асторга (14-4-1)                              | Мэдисон-сквер-гарден, Нью-Йорк, США                       | ТKO 2 (10), 0:51                                   | Защитил титул по версии WBO–NABO (2-я защита Джейкобса), выиграл вакантный титул WBC–NABF в среднем весе.                                                                                           |                                                    |
| 19                                                 | 19-0                                               | 27 марта 2010                                      | Хосе Родригес Беррио (20-4)                        | Hard Rock Hotel and Casino, Лас-Вегас, США                | RTD 1 (8), 3:00                                    | |                                                    |
| 18                                                 | 18-0                                               | 22 августа 2009                                    | Ише Смит (21-3)                                    | Тойота-центр, Хьюстон, США                                | UD 10                                              | Выиграл вакантный титул WBO–NABO в среднем весе. Счёт судей: 96-93, 100-89, 96-93. |                                                    |
| 17                                                 | 17-0                                               | 26 июня 2009                                       | Джордж Уолтон (20-3)                               | Desert Diamond Casino, Тусон, США                         | TKO 8 (10), 1:59                                   | |                                                    |
| 16                                                 | 16-0                                               | 2 мая 2009                                         | Майкл Уокер (19-1-2)                               | MGM Grand Garden Arena, Лас-Вегас, США                    | UD 8                                               | Счёт судей: 80-72, 79-73, 80-72. |                                                    |
| 15                                                 | 15-0                                               | 24 апреля 2009                                     | Хосе Варела (22-5)                                 | UIC Pavilion, Чикаго, США                                 | KO 2 (8), 1:29                                     | |                                                    |
| Бой                                                | Рекорд                                             | Дата                                               | Соперник                                           | Место боя                                                 | Результат                                          | Комментарии |                                                    |